# ヨギ & ブーブー わんぱく大作戦
『ヨギ & ブーブー わんぱく大作戦』（ヨギ・アンド・ブーブー わんぱくだいさくせん、原題: Yogi Bear）は、2010年のアメリカ映画。3D映画としてアメリカでは2010年12月17日より公開された。日本では2011年4月2日にワーナー・マイカル・シネマズ（現・イオンシネマ）板橋などで公開予定であったが中止され、ビデオスルーとなった。

## 概要
1960年代にアメリカのハンナ・バーベラ・プロダクションで制作されたテレビアニメーションシリーズ『Yogi Bear』（邦題: クマゴロー）を原作に、舞台を現代に移して実写化した作品である。
ジェリーストーン国立公園に棲む陽気なクマ（ヨギ、ブーブー）と、公園管理人のスミスやジョーンズら人間との間で繰り広げられる騒動を描く。なお、ヨギとブーブーはCGIで描かれており、『ガーフィールド ザ・ムービー』のようにキャラクターが合成されている。
ルーニー・テューンズの3D映画シリーズ三作目として「モーレツ・ライダー」が併映作品として本編前に上映される（同シリーズは『キャッツ & ドッグス 地球最大の肉球大戦争（CD2）』、『ガフールの伝説』において併映されている）。

## 日本での公開
日本では2011年4月2日にワーナー・マイカル・シネマズ（現・イオンシネマ）板橋などで劇場公開を予定しており、2011年1月末には日本語吹き替えによる予告編が公開されていた。その後、3月11日に発生した東日本大震災の影響により関東地方を中心に劇場の営業が困難であることなどを理由として、配給元のワーナー エンターテイメント ジャパンは2011年3月22日に「かぞくはじめました」と共に劇場公開の中止を発表し、日本版公式サイトを閉鎖した。
その後、2011年7月20日にワーナー・ブラザース ホームエンターテイメントからBlu-ray Disc（BDMV）ソフト（3DBD版と2D版の2枚組）が発売された。DVDビデオはレンタルビデオ用のみ供給され、セルソフトは発売しない形態を取る。「モーレツ・ライダー」はBDのみ収録されているが、予告編は収録されていない（CD2のビデオにアメリカ版予告編が日本語字幕付きで収録されている）。また、2013年5月4日・5日にカートゥーン ネットワークで放送することが決定した。その後、2015年4月11日にディズニーXDで放送された（また2015年9月3日にJ:COMで、ディズニーXDでは、カートゥーン ネットワークのようなレターボックスでの放送ではなく、ハイビジョンでの放送に切り替わっている）。

## キャスト
| 役名           | 俳優                           | 日本語吹替 |
| -------------- | ------------------------------ | ---------- |
| ヨギ（声）     | ダン・エイクロイド             | 茶風林     |
| ブーブー（声） | ジャスティン・ティンバーレイク | 林勇       |
| スミス隊長     | トム・キャバナー               | 森田順平   |
| レイチェル     | アンナ・ファリス               | 小林さやか |
| ジョーンズ隊員 | T・J・ミラー                   | 粟野志門   |
| 市長補佐       | ネイト・コードリー             | 上田燿司   |
| ブラウン市長   | アンドリュー・デイリー         | 青山穣     |
| ナレーター     | ジョシュ・ロバート・トンプソン | 滝口順平   |